# William Miles (1er baronnet)
 William Miles, 1er baronnet (13 mai 1797 - 17 juin 1878), est un homme politique, agriculteur et propriétaire terrien britannique. Il est créé baronnet le 19 avril 1859, de Leigh Court, Somerset. 

## Famille
Il est le fils de Philip John Miles (1773-1845) de son premier mariage avec Maria Whetham (1776-1811). Son père est propriétaire terrien, armateur, banquier et aurait été le premier millionnaire de Bristol. Il fait ses études au Collège d'Eton et Christ Church, Oxford.
Il épouse Catherine (1798-1869), fille de John Gordon, le 12 septembre 1823, avec qui il a les enfants suivants :
- Philip John Miles (2e baronnet) (en)
- Maria Catherine Miles (1826-1909), qui épouse Robert Charles Tudway, député de Wells.
- Agatha Miles (1827-1912), qui épouse le général Edward Arthur Somerset et ont huit filles et un fils.
- Emma Clara Miles (1830-1911), qui épouse le révérend James Walter Lascelles, fils de Henry Lascelles (3e comte de Harewood), et a neuf enfants.
- le capitaine William Henry Miles, (1830-1888), qui épouse Mary Frances Kynaston Charlton, fille du révérend John Kynaston Charleton ; ils ont un fils, Eustace Miles (en), et deux filles.
- Le capitaine Charles John William Miles (1832-1874), qui sert dans le 5e régiment d'infanterie et épouse Elizabeth Maria Lloyd, fille du révérend Henry Lloyd, mais n'a pas d'enfants.
- Catherine Miles (1834-1911), qui épouse le général Robert Onesiphorus Bright, et a trois fils et cinq filles.
- Frances Harriett Miles (1835-1923), qui épouse William Augustus Ferguson Davie, 3e baronnet, greffier principal à la Chambre des communes et petit-fils du général Henry Ferguson Davie, 1er baronnet ; ils ont cinq enfants.
- Florence Louisa Miles (1840-1862), qui épouse le révérend Francis Byng (5e comte de Strafford), aumônier de la reine Victoria, et a deux enfants. Elle est décédée après avoir donné naissance à leur deuxième enfant, Edmund Byng (6e comte de Strafford).
- Arthur John William Whetham Miles (1841-1853).
- Harriott Ellin Miles (1841-1864), qui épouse Robert Gurdon (1er baron Cranworth), député de South Norfolk et Mid Norfolk, ; elle est décédée après avoir donné naissance à leur unique enfant, une fille.
- Henry Robert William Miles, 4e baronnet (1843-1915), qui succède à son neveu Cecil Miles comme baronnet.

## Carrière politique
Il est député conservateur de Chippenham de 1818 à 1820, de New Romney de 1830 à 1832 et siège à East Somerset de 1834 à 1865 en tant que conservateur. Pendant son mandat de député d'East Somerset, il est réélu sans opposition à toutes les élections sauf une. Il se retire volontairement du siège en 1865 et il est ensuite occupé à partir de 1878 par le fils de Sir William, Sir Philip Miles. Il sert au total 35 ans, 7 mois et 30 jours.
William est un fervent conservateur, opposé au Reform Act de 1832, et est un protectionniste qui favorise les Corn Laws et soutient la Central Agricultural Protection Society du duc de Richmond (connue sous le nom d'« Anti-League »). Les sympathies de Miles vont à l'intérêt des propriétaires fonciers dans le Parti . Il soutient le début de carrière du protectionniste Benjamin Disraeli et est décrit dans The Athenaeum comme « principalement responsable de sa nomination [de Disraeli] ». Les deux partagent une correspondance abondante et se sont rendus mutuellement visite pendant de nombreuses années. Ce sont ses actions en tant que chef de la faction protectionniste du Parti conservateur au parlement et son soutien au Premier ministre de Lord Derby qui l'ont vu élevé au rang de baronnet.
Il soutient les amendements à la New Poor Law pour garantir que la responsabilité d'un bâtard ne soit pas laissée uniquement à la mère, comme proposé à l'origine, mais « placerait une partie de la responsabilité sur la tête du père » .
Miles soutient les enclosures, affirmant que « les attributions de terres sous enclos sont beaucoup plus bénéfiques pour les pauvres qu'un droit commun de pâturage. Pas un habitant sur dix d'une paroisse n'utilise une commune à des fins de pâturage ; mais quand les Lotissements sont faits, chaque habitant participe au bénéfice." 
Il est profondément religieux, à un moment donné, présente un amendement au Parlement pour empêcher les trains de circuler sur le Great Western Railway alors nouvellement créé le dimanche.

## Autres postes
Sir William est président de Somerset Quarter Sessions pendant 35 ans, associé de la banque familiale, Miles & Co (qui devient plus tard une partie de NatWest), de 1845 à sa mort en 1878, et commande la North Somerset Yeomanry Cavalry en tant que colonel.
Sir William est vice-président de la Société pour l'amélioration de la condition des classes laborieuses qui cherche à améliorer le logement des familles de travailleurs . Il devient finalement une partie du Peabody Trust.

## Société royale d'agriculture
Éminent agronome et l'un des pères fondateurs de la Royal Agricultural Society, il est président du comité local qui "contribua à l'excellence des arrangements" pour la réunion de Bristol Country. Il s'intéresse concrètement aux expériences dans ses fermes .
Il accueille régulièrement la Société et siège à son comité de gestion tout en étant président du comité local de Bristol en 1842 lorsqu'il juge les procès de Pusey. Il prête ses propres machines à vapeur à Leigh Court pour des expériences à la suite d'une manifestation anti-modernisation en 1847. Il est l'intendant des outils de la Royal Agricultural Society de 1841 à 1847 et au cours de sa gestion, l'exposition des outils passe de "quelques hangars à une étendue qui, même alors, promettait les vastes proportions que les expositions ont atteintes ces dernières années".
Il est alors membre du Conseil et, de 1852 jusqu'à sa mort en 1878, l'un des 12 vice-présidents. À sa mort, sa place de vice-président est prise par Edward Bootle-Wilbraham (1er comte de Lathom) et le président est le prince de Galles, un compagnon de chasse du fils de Sir William.
Sir William est également président en 1854-1855 lorsqu'il dirige la délégation de la Société à l'Exposition universelle de Paris lorsqu'il est « reçu, à la fois par l'empereur, les ministres et les savantes sociétés de cette capitale avec une courtoisie marquée ».
Sir William est remplacé par son fils aîné, Philip (1825-1888), qui devient plus tard député d'East Somerset. Il est l'oncle de Philip Napier Miles (en).